# 都柏林核心
都柏林核心（英語：Dublin Core），一种图书关系後設資料（metadata）的国际标准。
现在是本体论研究的一个标准测试集。

## 简单的都柏林核心
简单的都柏林核心元数据集（DCMES） 包括15种元数据元素：
1. 标题（Title）
2. 创建者（Creator）
3. 主题（Subject）
4. 描述（Description）
5. 发行者（Publisher）
6. 贡献者（Contributor）
7. 日期（Date）
8. 类型（Type）
9. 格式（Format）
10. 标识符（Identifier）
11. 来源（Source）
12. 语言（Language）
13. 关系（Relation）
14. 范围（Coverage）
15. 权限（Rights）

每一个都柏林核心元素都是可选和可以重复的。都柏林核心後設資料启动计划(DCMI) 已经建立了提炼元素和鼓励使用编码和词汇结构的标准方法。其中没有规定在都柏林核心中展示或使用元素的规则。
在元素定义和术语关系上的完整信息可在都柏林核心後設資料注册计划中找到。

## 备注
1. ↑  
这里的“都柏林”容易被误认为是爱尔兰首都，实际上它起源于美国俄亥俄州的都柏林於1995年舉辦的一次会议。